# Alfredo Sosabravo
Alfredo Sosabravo (Sagua la Grande, 25 ottobre 1930) è un pittore, scultore e ceramista cubano.

## Biografia
La storia artistica di Alfredo Sosa Bravo (in arte "Sosabravo") nasce quando a vent'anni resta affascinato davanti alle opere artistiche di un altro grande artista plastico cubano: il suo compaesano Wifredo Lam.
Nel 1965 inizia anche a conoscere ed a sperimentare l'arte della ceramica che lo appassiona e che lo porterà in Italia ad Albisola.
Nel 1966 inizia una nuova fase di crescita e sperimentazione artistica nelle sue opere mediante l'utilizzo del tessuto di tela o carta sminuzzato e poi ricomposto e riunito con infiniti punti di cucitura che rendono l'opera d'arte particolarmente ricca di novità e di fascino.
La sua esuberante creazione artistica trova ancora sfogo sulla terracotta nuda e vivacemente colorata con la realizzazione dei famosi "murales" di Sosabravo.
Dagli anni settanta fino ai giorni nostri realizza in tutto il mondo una serie di opere composte di parti ceramiche assemblate nel muro ed una vera e propria galleria di sculture in ceramica di varie dimensioni, che rappresentano marchingegni meccanici e, successivamente, forme di allegorie anatomiche.

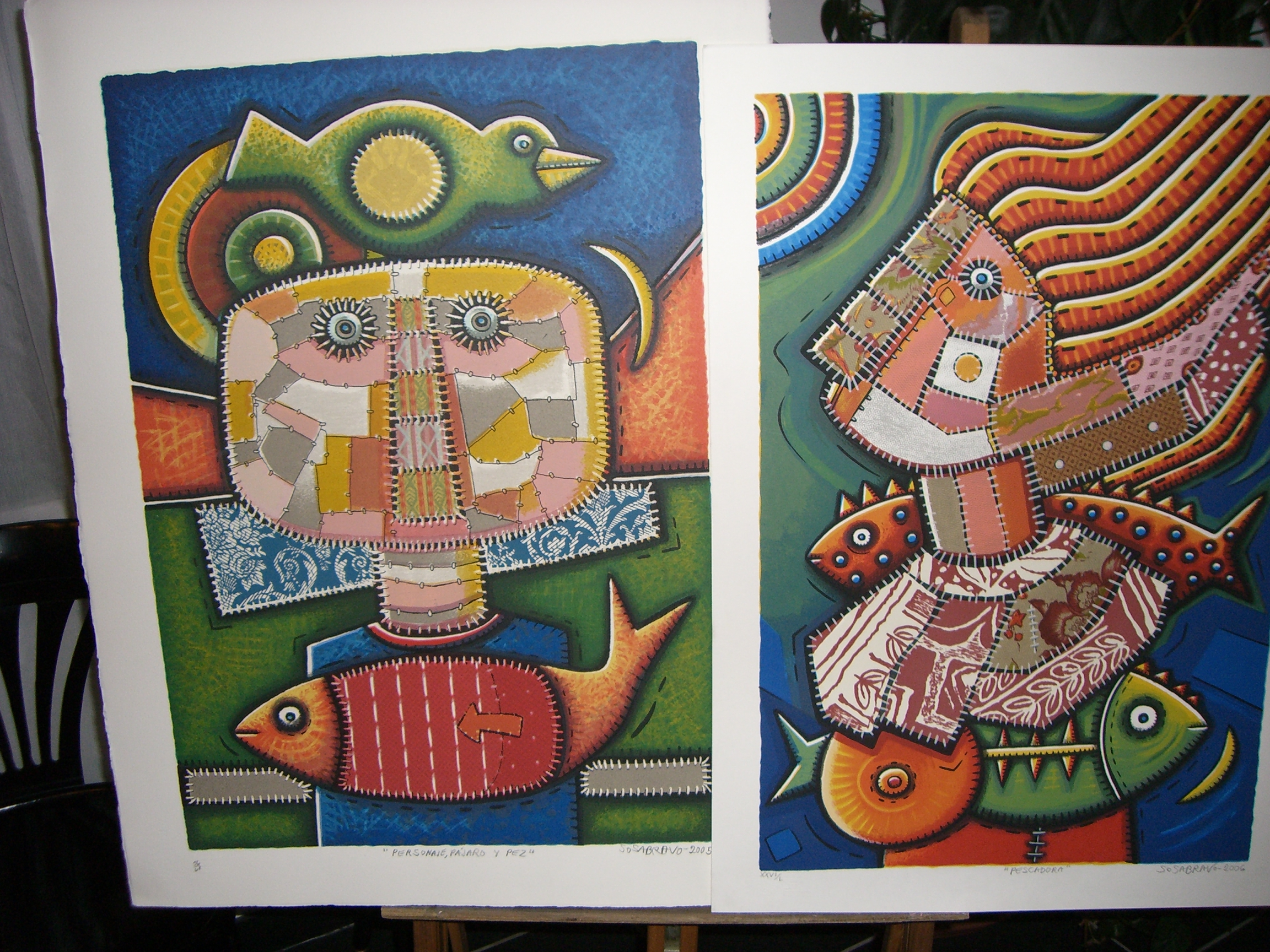
Opere del Maestro Alfredo SOSABRAVO

Dagli anni novanta Alfredo Sosabravo si reca spesso in Europa... In Italia, a Marzabotto Bolognese, in una parete della palestra della scuola elementare comunale Pian di Venola, nell'estate 1993, con la collaborazione di numerosi giovani e ragazze aderenti al Servizio civile internazionale, dipinge un imponente murale dal titolo "Pace e Guerra a Monte Sole", (e altri murales pacifisti li dipinge in Sardegna). Ad Albissola (Savona)- rinomato centro mondiale della Ceramica - nel 1998 realizza un centinaio di piatti di ceramica. A Murano (Venezia) fabbrica una serie di sculture in vetro ispirandosi all'Uomo e ad altre creature della natura (pesci, sirene, ecc.).
Le opere di Alfredo Sosabravo sono diverse ed originali: una vera e propria espressione personale, attenta alle eterne questioni della vita: natura, uomo e macchina come sua estensione, in forme e composizioni di pura invenzione coloristica ed in cui le riflessioni filosofiche ed esistenziali dell'Artista assumono la forma di espressione scritta e disegnata in motti popolari o titoli di famosi film che vengono utilizzati con palese intento ironico.
Le sue opere artistiche, specie le ultime, sono letteralmente opere-scrittura che seguono il modello di espressione dell'Artista costituito da lettere d'alfabeto, parole e frasi che esplodono in fiumi, con frecce direzionali, teste umane composite, tessuti rattoppati, linee spezzate che si intersecano con il dipinto e linee che simulano il movimento come in un "fumetto", occhiali, uccelli e pesci e sirene parlanti o mute, aree a quadri colorati.
La presenza quasi inquietante, al centro delle sue opere, dell'Uomo nel suo eterno muoversi e divenire in univoche realtà d'atmosfera, rendono oltremodo interessante questo Artista.
Pittore, disegnatore, incisore, ceramista, il suo costante desiderio di perfezionamento ed il suo rigoroso lavoro sviluppato nei decenni della sua carriera artistica lo hanno trasformato in uno degli artisti più significativi e rappresentativi di Cuba, raggiungendo grande considerazione e reputazione artistica a livelli internazionali.
All'Avana nel suo studio della frequentatissima Calle Obispo Pedonale, adiuvato dall'Artista René Palenzuela, continua la sua incessante e prestigiosa opera artistica.
Nel 2010, al compimento dei suoi 80 anni, è stato festeggiato dalla comunità artistica internazionale ed ha ottenuto prestigiosi riconoscimenti e premi dal Governo Cubano. Nel 2012, al Macro di Roma, ha esposto le sue opere più recenti.